# Pfarrkirche Schönwies

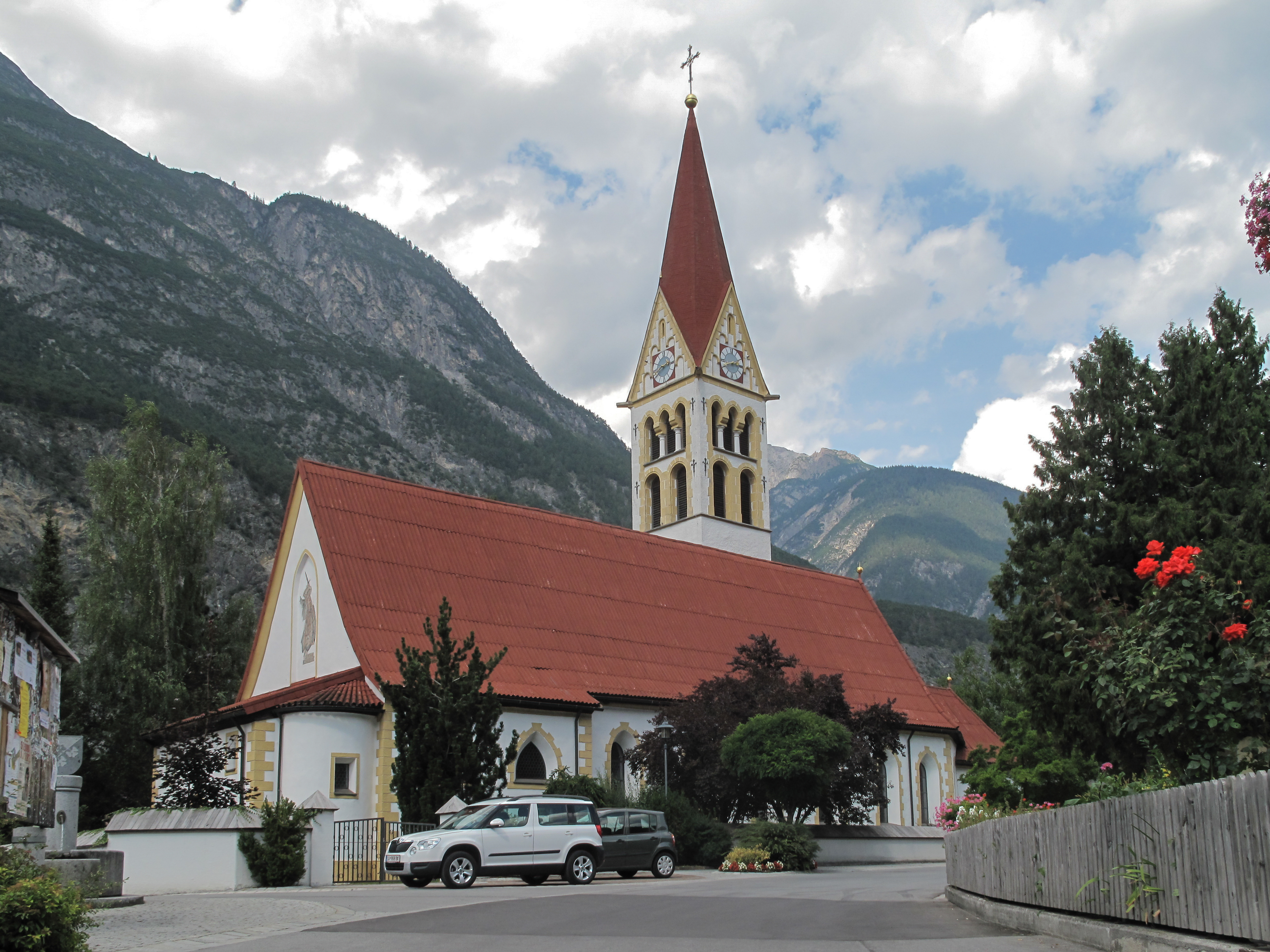
Katholische Pfarrkirche hl. Michael in Schönwies

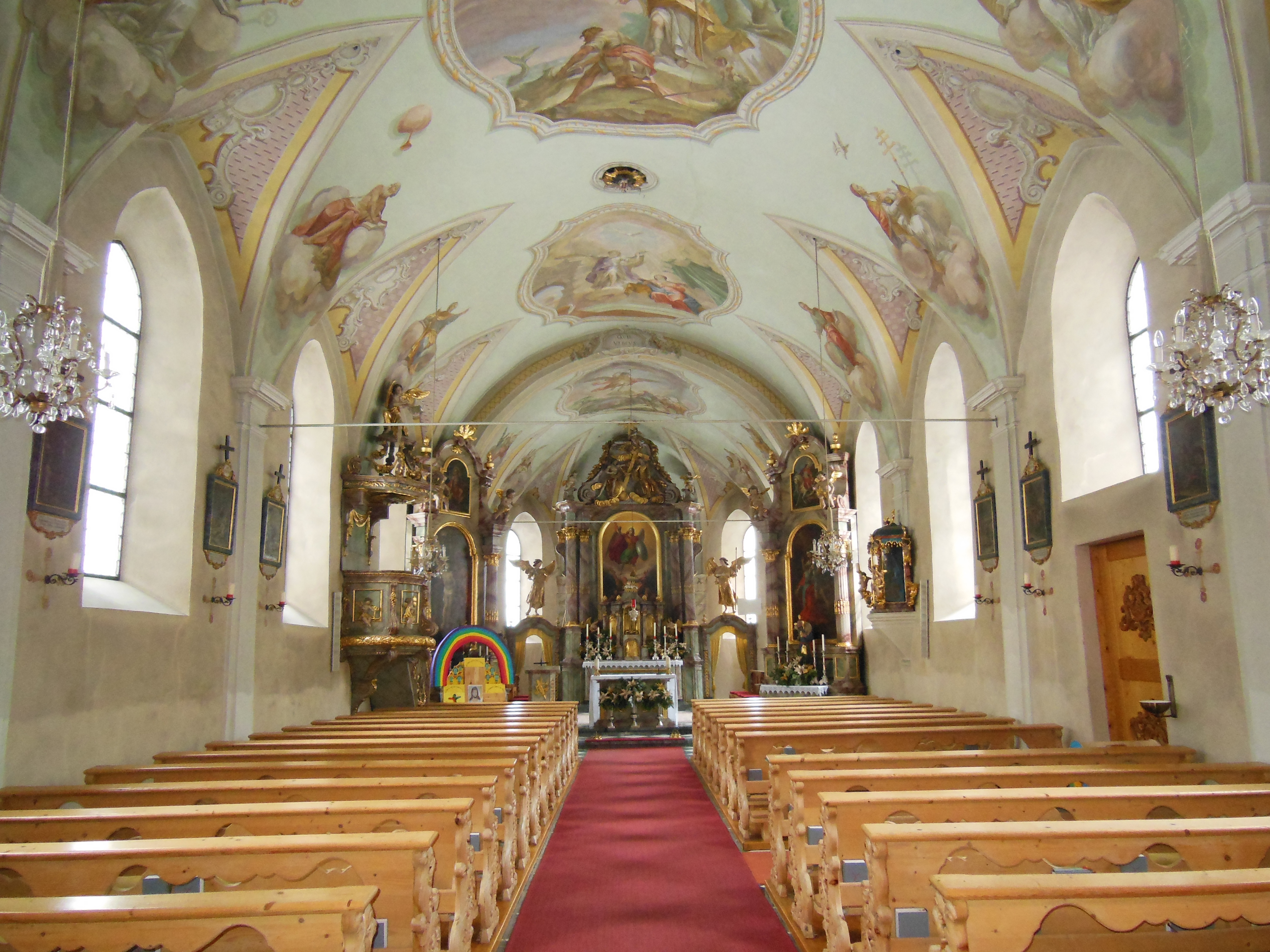
Langhaus, Blick zum Chor

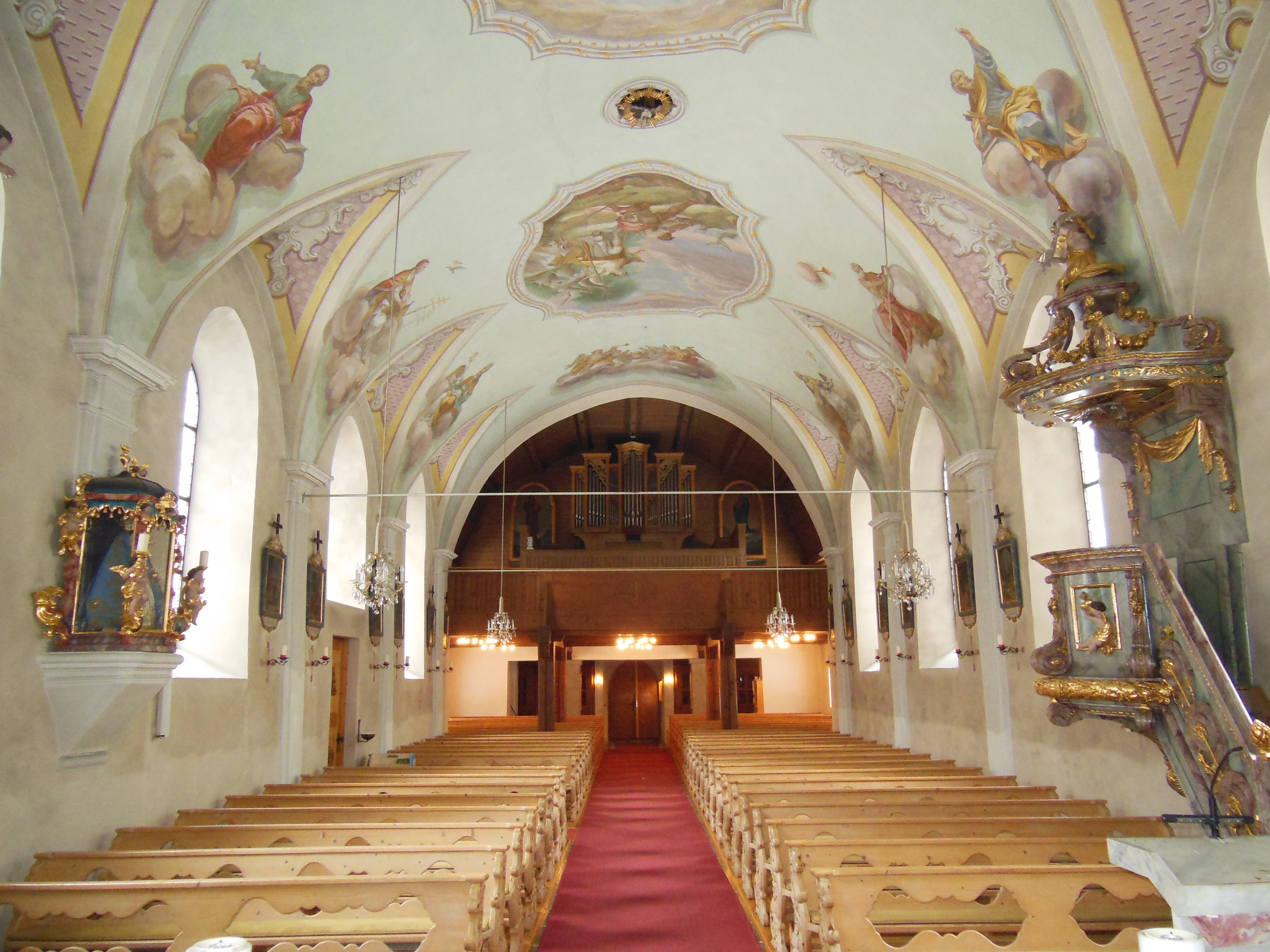
Langhaus, Blick zur Orgelempore

Die römisch-katholische Pfarrkirche Schönwies steht nördlich der Straße in der Gemeinde Schönwies im Bezirk Landeck im Bundesland Tirol. Die dem Patrozinium des hl. Erzengel Michael unterstellte Pfarrkirche gehört zum Dekanat Zams in der Diözese Innsbruck. Die Kirche steht unter Denkmalschutz (Listeneintrag).

## Geschichte
Der heutige Kirchenbau wurde 1681 bis 1686 erbaut und 1688 geweiht. Im vierten Viertel des 18. Jahrhunderts wurde die Kirche renoviert. Von 1930 bis 1932 wurde die Kirche nach Plänen des Architekten Karl Paulmichl um zwei Fensterachsen nach Westen erweitert. 1974/1975 war eine Restaurierung.
Ab 1689 Kuratiekirche wurde die Kirche 1891 zur Pfarrkirche erhoben.

## Architektur
Die mehrmals veränderte frühbarocke Saalraumkirche mit einem neoromanischen Turm ist von einem Friedhof umgeben.
Langhaus und Chor in gleicher Breite und die Erweiterung von Paulmichl 1932 stehen unter einem gemeinsamen Satteldach, ostseitig steht ein zweigeschoßiger Sakristeianbau. Die Fassaden haben eine Eckquadrierung im Putz, auch die Fenster (im Chor spitzbogig) haben eine Putzquaderrahmung. Der Turm an der Chornordseite hat im Glockengeschoß je zwei rundbogige Schallöffnungen und darüber Drillingsfenster, die Giebel zeigen Blendarkaden und Stufenfrie. Das spitzbogige gekehlte Westportal ist wohl aus dem 17. Jahrhundert.
Das Kircheninnere zeigt sich als vierjochiges Langhaus mit einem zweijochigen Chor mit einem Dreiachtelschluss über Stichkappentonnen auf Schichtpilastern. Der eingezogene Triumphbogen mit seitlichen Stuckbändern nennt 1686. Bei den Chorschlusswänden gibt es gemauerte gedrehte Säulen mit Weinranken.
Die Deckenbilder um 1790 mit Erzengel Michael und der Darstellung einer lokalen Legende, Verkündigung, Schutzengel Raphael mit Tobias, seitlich die vier Evangelisten, Peter und Paul, Kirchenväter wurden dem Maler Johann Georg Witwer zugeschrieben.

## Ausstattung
Der Hochaltar um 1790 zeigt das Altarblatt Erzengel Gabriel, Michael und Raphael aus dem 17. Jahrhundert und trägt seitlich über den Opfergangsportalen die Statuen Erzengel Gabriel und Raphael und im Auszug die Schnitzgruppe Hl. Dreifaltigkeit um 1790. Der Tabernakel entstand um 1790.
Die Kreuzigungsgruppe mit Maria und Johannes entstand in der zweiten Hälfte des 17. Jahrhunderts. Eine bekleidete Madonnenbüste in einer Barockvitrine mit Schnitzdekor und Putten entstand im dritten Viertel des 18. Jahrhunderts. Die Stationsbilder sind aus dem Ende des 18. Jahrhunderts. Die Kanzel aus dem späten 19. Jahrhundert zeigt ein reiches Schnitzdekor.

## Orgel
Das Instrument wurde 1988 von Friedrich Heftner in Mauerbach gebaut. 2022 erfolgte eine Generalüberholung durch die Firma Erler aus Schlitters. Die Diposition lautet:
| I Hauptwerk C–g3 |                   |        |
| 1.               | Prinzipal         | 8′     |
| 2.               | Rohrflöte         | 8′     |
| 3.               | Viola             | 8′     |
| 4.               | Oktave            | 4′     |
| 5.               | Schwiegel         | 2′     |
| 6.               | Mixtur 4f         | 1 1/3′ |
| 7.               | Kornett 3f ab cs° |        |
| 8.               | Trompete          | 8′     |

| II Unterwerk C–g3 |           |        |
| 9.                | Copl      | 8′     |
| 10.               | Rohrflöte | 4′     |
| 11.               | Nasard    | 2 2/3′ |
| 12.               | Prinzipal | 2′     |
| 13.               | Terz      | 1 3/5′ |
| 14.               | Zimbel 3f | 1′     |
|                   | Tremolo   |        |

| Pedal C–f1 |            |     |
| 15.        | Subbass    | 16′ |
| 16.        | Oktavbass  | 8′  |
| 17.        | Choralbass | 4′  |

- Koppeln: II/I, I/P, II/P

## Kriegerdenkmal
Das Kriegerdenkmal aus 1918 gegenüber der Kirche trägt ein Schnitzrelief von Karl Siber.